# الرجل الذي تم استهلاكه
"الرجل الذي تم استهلاكه"، (بالإنجليزية: The Man That Was Used Up)‏ وأحيانا توضع بعنوان "حكاية حملة بوغابو وكيكابو اللاحقة"، (بالإنجليزية: Tale of the Late Bugaboo and Kickapoo Campaign)‏ هي قصة قصيرة ساخرة كتبها إدغار آلان بو. وقد نشرت لأول مرة في عام 1839 في مجلة بيرتونز جنتلمان.
تتبع القصة كلمات راوي مجهول يبحث عن بطل الحرب الشهير جون أي بي سي سميث. ثم يشتبه بأن سميث لديه سر كبير عندما يرفض الناس وصفه، ويذكرون بدلا من هذا أحدث التطورات في مجال التكنولوجيا. عندما يلتقي أخيرا بسميث، يجد أن عليه أن يجمعه قطعة قطعة. ومن المرجح أن بو يشير في الواقع إلى الجنرال وينفيلد سكوت، الذي شارك في حرب 1812، والحرب المكسيكية الأمريكية، والحرب الأهلية الأمريكية. بالإضافة إلى ذلك، يقترح بعض الباحثين أن بو يشكك في هوية الذكر القوي وكذلك كيف سقطت الإنسانية أمام تقدم الآلة.